# Prémio Anselme Payen
O Prémio Anselme Payen (em inglês:  Anselme Payen Award) é um prémio de química concedido pela secção Celulose e Materiais Renováveis da American Chemical Society em homenagem a Anselme Payen (1795 - 1871).
Este galardão destina-se a premiar os cientistas que se distinguiram na investigação da celulose.

## Laureados[1]
- 1962 - Louis Wise
- 1963 - Clifford Purves
- 1964 - Harold Spurlin
- 1965 - Carl Malm
- 1966 - Wayne Sisson
- 1967 - Roy Whistler
- 1968 - Alfred Stamm
- 1969 - Stanley Mason
- 1970 - Wilson Reeves
- 1971 - Tore Timell
- 1972 - Conrad Schuerch
- 1973 - D. Goring
- 1974 - V. Stannett
- 1975 - J. Jones
- 1976 - Robert Marchessault
- 1977 - Kyle Ward
- 1978 - Howard Rapson
- 1979 - Kyosti Sarkanen
- 1980 - Olof Chalmers
- 1981 - Stanley Rowland
- 1982 - Erich Adler
- 1983 - Reginald Preston
- 1984 - Jett Arthur
- 1985 - Orlando Battista
- 1986 - R. Malcolm Brown Jr.
- 1987 - Takayoshi Higuchi
- 1988 - Bengt Ranby
- 1989 - Anatole Sarko
- 1990 - Junzo Nakano
- 1991 - Henri Chanzy
- 1992 - Josef Geier
- 1993 - Derek Gray
- 1994 - Geoffrey Richards
- 1995 - Josef Gratzl
- 1996 - Haig Zeronian
- 1997 - Joseph L. McCarthy
- 1998 - Rajai Atalla
- 1999 - John Blackwell
- 2000 - Wolfgang Glasser
- 2001 - Liisa Viikari
- 2002 - John Manley
- 2003 - Deborah Delmer
- 2004 - Dieter Klemm
- 2005 - Peter Zugenmaier
- 2006 - Charles Buchanan
- 2007 - Fumitaka Horii
- 2008 - Fumiaki Nakatsubo
- 2009 - Alfred French
- 2010 - Thomas Heinze
- 2011 - Lina Zhang
- 2012 - Hans-Peter Fink
- 2013 - John Ralph
- 2014 - Thomas Rosenau
- 2015 - Akira Isogai
- 2016 - Kevin Edgar
- 2017 - Junji Sugiyama